# Корни (Галац)
Корни (рум. Corni) насеље је у Румунији у округу Галац у општини Корни. Oпштина се налази на надморској висини од 212 m.

## Становништво
Према подацима из 2002. године у насељу је живело 2495 становника, од којих су сви румунске националности.

### Хронологија
| Година       | 1992 | 1993 | 1994 | 1995 | 1996 | 1997 | 1998 | 1999 | 2000 | 2001 | 2002 | 2003 | 2004 | 2005 | 2006 | 2007 | 2008 | 2009 | 2010 | 2011 | 2012 | 2013 | 2014 | 2015 | 2016 | 2017 |
| ------------ | ---- | ---- | ---- | ---- | ---- | ---- | ---- | ---- | ---- | ---- | ---- | ---- | ---- | ---- | ---- | ---- | ---- | ---- | ---- | ---- | ---- | ---- | ---- | ---- | ---- | ---- |
| Становништво | 3014 | 3018 | 3002 | 2977 | 2918 | 2911 | 2830 | 2802 | 2797 | 2758 | 2694 | 2673 | 2666 | 2633 | 2591 | 2548 | 2508 | 2459 | 2425 | 2375 | 2324 | 2308 | 2280 | 2247 | 2226 | 2190 |